# Sarcoptilus rigidis
Sarcoptilus rigidis är en korallart som beskrevs av Williams 1995. Sarcoptilus rigidis ingår i släktet Sarcoptilus och familjen Pennatulidae. Inga underarter finns listade i Catalogue of Life.